# کارولین بناپارت
کارولینا ماریا آنونزیاتا بناپارت (انگلیسی: Caroline Bonaparte؛ ۲۵ مارس ۱۷۸۲ – ۱۸ مه ۱۸۳۹) که بیشتر با نام کارولین بوناپارت شناخته می‌شود، یک شاهدخت امپراتوری فرانسوی بود؛ هفتمین فرزند و سومین دختر  شارل بناپارت و لتیسیا رامولینو و خواهر کوچک‌تر ناپلئون اول فرانسه. او ملکه ناپل در دوران سلطنت همسرش در آنجا بود و چهار بار به عنوان نایب‌السلطنه ناپل در غیاب همسرش عمل کرد: در سال‌های ۱۸۱۲–۱۸۱۳، ۱۸۱۳، ۱۸۱۴ و ۱۸۱۵.
در سال ۱۸۰۰، کارولین با ژواکیم مورا مارشال امپراتوری، شاهزاده مورات و بعدها پادشاه ناپل، یکی از مهم‌ترین و بدنام‌ترین ژنرال‌های ناپلئون، ازدواج کرد.

## سال‌های اولیه
خانواده بناپارت شامل ژوزف بناپارت، ناپلئون بناپارت، لوسین بناپارت، الیزا بناپارت، لوئی بناپارت و پائولین بناپارت بود. کارولین خواهر بزرگ‌تر ژروم بناپارت بود. او به دلیل زیبایی و هوش خود بسیار مورد توجه بود و همچنین دارای شخصیتی پیچیده، بلندپرواز و و یک نابغهٔ سیاسی بود.
«از میان تمامی اعضای خانواده‌ام، او بیشتر از همه به من شباهت دارد.»— ناپلئون بناپارت دربارهٔ خواهرش کارولین
در سال ۱۷۹۳، کارولین همراه با خانواده‌اش در دوران انقلاب فرانسه به این کشور نقل مکان کرد. کارولین به عنوان دانش‌آموز در مدرسه‌ای در سن-ژرمن-آن-له تحصیل کرد که توسط مادام ژان کامپان تأسیس شده بود. او همزمان با هورتنس، دختر ژوزفین و همسر برادرش لوئی، در این مدرسه تحصیل می‌کرد.
او عاشق ژواکیم مورا یکی از فرماندهان ارشد سواره‌نظام برادرش شد و در ۲۰ ژانویه ۱۸۰۰ با او ازدواج کرد. کارولین ۱۷ ساله بود. در ابتدا، ناپلئون تمایلی به اجازه دادن به آنها برای این ازدواج نداشت، اما همسرش ژوزفین بوآرنه او را متقاعد کرد که نظرش را تغییر دهد.
هنگامی که ناپلئون امپراتور شد، او و خواهرانش او را متقاعد کردند که آنها را به عنوان شاهدخت‌های سلطنتی معرفی کند.

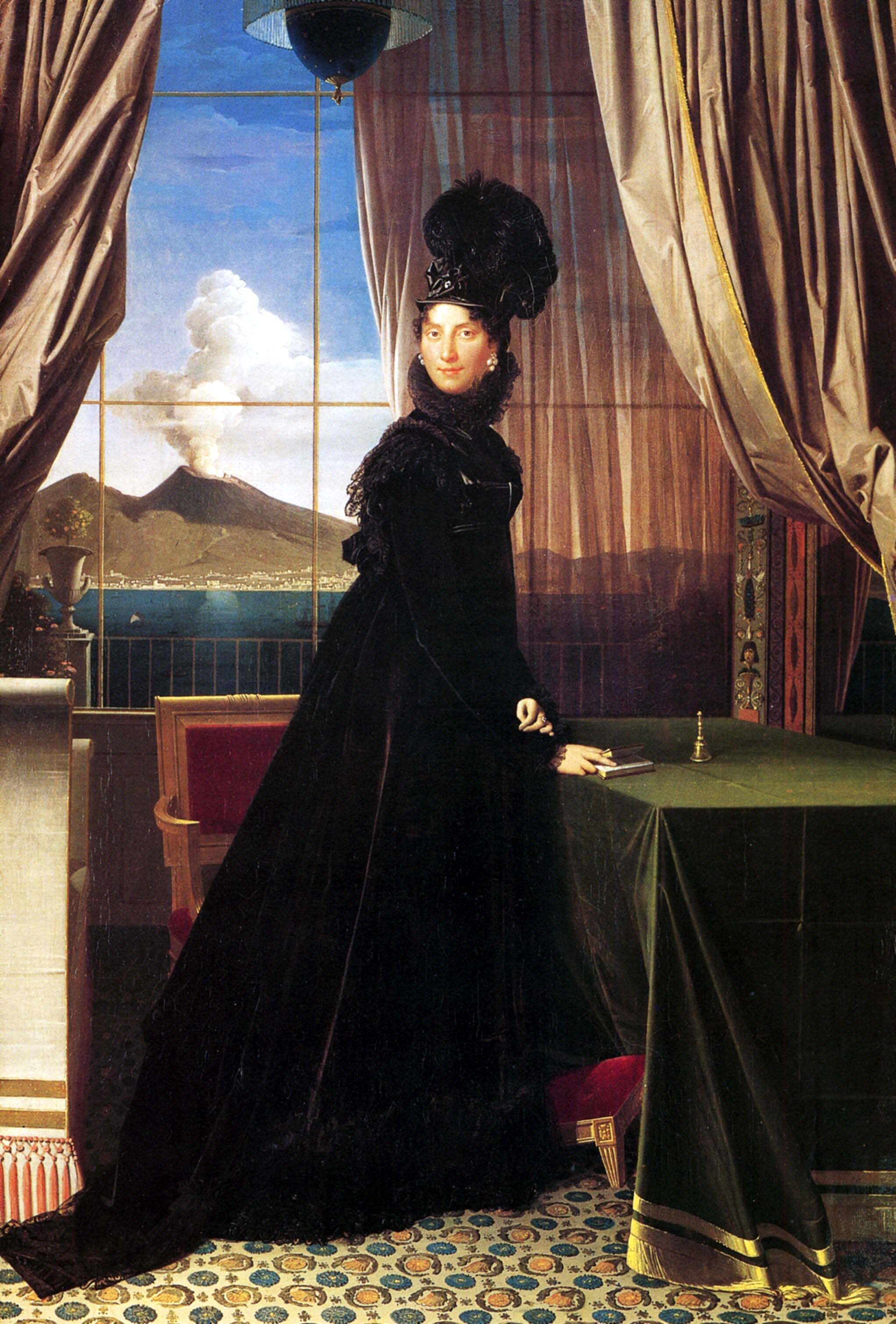
پرترۀ ملکه ناپل کارولین مورا اثر ژان اگوست دومینیک انگر، ۱۸۱۴. وزوو در پس‌زمینه دیده می شود.

## ملکه همسر ناپل
کارولین در ۱۵ مارس ۱۸۰۶ به عنوان دوشس بزرگ برگ و کلیوز منصوب شد و در ۱ اوت ۱۸۰۸، زمانی که همسرش به سمت دوک بزرگ و حاکم ناپل توسط برادرش منصوب شد، به ملکه همسر ناپل مبدل شد، طبق شرایط این انتصاب، او پس از مرگ همسرش نیز عنوان ملکه را حفظ می‌کرد.
به عنوان ملکه، کارولین اقامتگاه‌های سلطنتی ناپل را نوسازی کرد، باغ‌های جدیدی طراحی کرد، به رشد علاقه به طراحی کلاسیک ساختمان‌ها و طراحی داخلی آنها کمک کرد، از صنعت ابریشم و پنبه و هنرمندان فرانسوی در ناپل حمایت کرد، به کشفیات باستان‌شناسی پمپئی علاقه نشان داد و مدرسه‌ای برای دختران تأسیس کرد.
گفته شده او به شدت به خواهرزاده‌اش ژوزفین و فرزندان حسادت می می‌کرد، شاید به این دلیل که احساس می‌کرد ناپلئون آنها را به نسبت بستگان بناپارته‌اش ترجیح می‌دهد. گزارش شده که کارولین بود که ناپلئون را متقاعد کرد تا معشوقه‌ای به نام «الیونور دنوئل» داشته باشد که بعدها نخستین فرزند نامشروع ناپلئون شارل لئون را به دنیا آورد. این اقدام تأثیر مطلوبی داشت که نشان دهد ژوزفین نازا است، زیرا ناپلئون ثابت کرد که اشکال از او نیست و او به وضوح قادر به داشتن فرزند است، که سرانجام منجر به طلاقش از ژوزفین و ازدواج مجدد ناپلئون شد. در سال ۱۸۱۰، هنگامی که ناپلئون با ملکه همسر دوم خود ماری لوئیز (دوشس پارما) ازدواج کرد، کارولین مسئول همراهی ملکه به فرانسه بود. پس از ملاقات با او در مرز اتریش و دوک‌نشین، کارولین او را مجبور کرد تا تمام بارها، خدمتکاران و حتی سگ خانگی‌اش را در اتریش بگذارد.

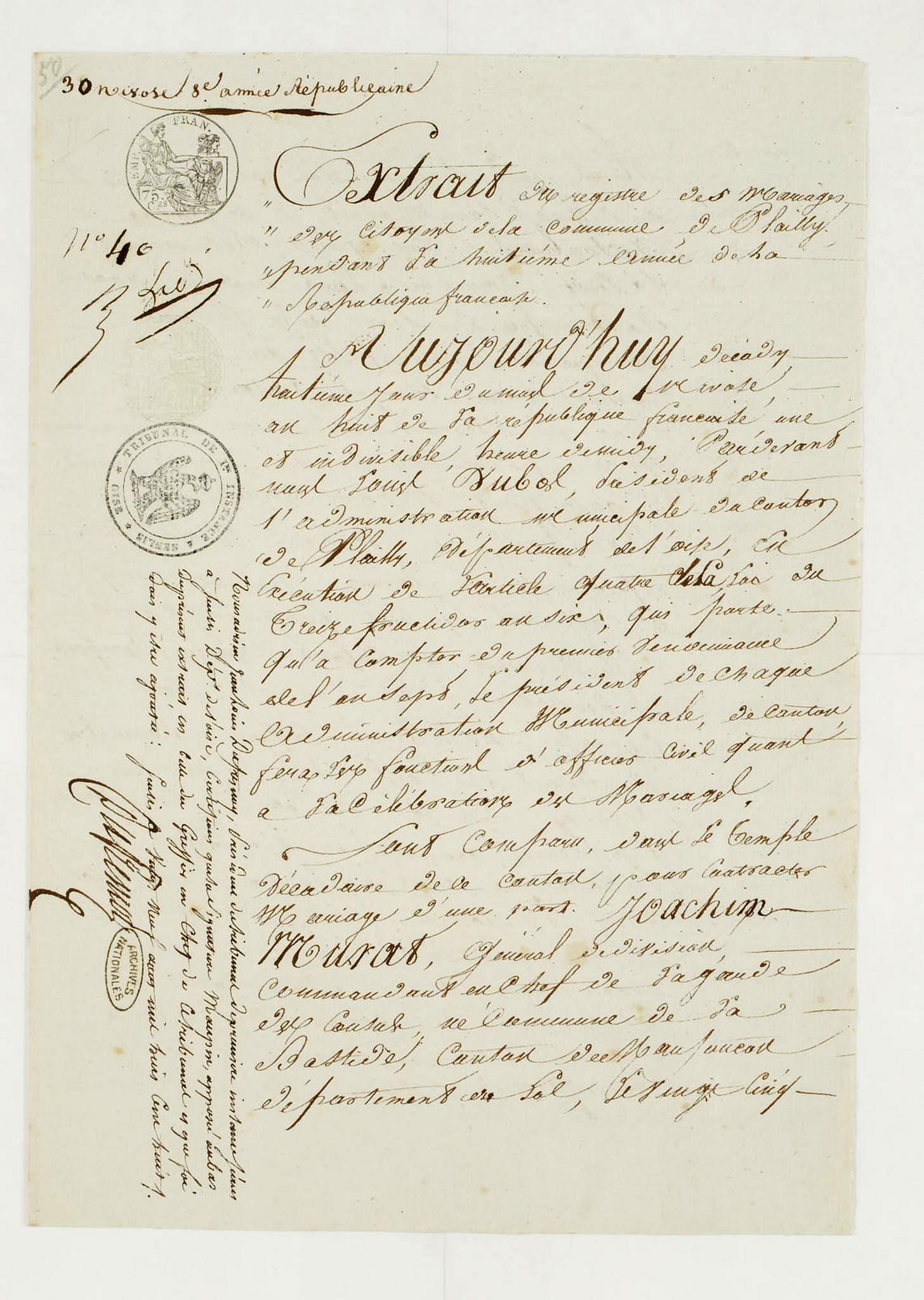
سند ازدواج کارولین بناپارت و ژواکیم مورا

کارولین خود را وقف منافع همسرش ژواکیم مورا پادشاه ناپل کرد و در امور پادشاهی ناپل بسیار دخیل بود. به عنوان ملکه ناپل، او چهار بار به عنوان نایب‌السلطنه ناپل در غیاب ژواکیم عمل کرد: در زمان مشارکت او در جنگ با روسیه در ۱۸۱۲–۱۸۱۳، در زمان جنگ با آلمان در ۱۸۱۳، در جنگ علیه ناپلئون در ۱۸۱۴، و در نهایت در زمان بازگشت ناپلئون به قدرت در ۱۸۱۵. در سال ۱۸۱۴، او از تصمیم ژواکیم برای صلح جداگانه با متحدان ضد ناپلئونی حمایت کرد و تاج و تخت او را در حالی که ناپلئون از قدرت برکنار شده بود، حفظ کرد.
سپس، در طول جنگ صدروزه در سال ۱۸۱۵، ژواکیم از ناپلئون حمایت کرد. در غیاب او، کارولین به عنوان نایب‌السلطنه ناپل باقی ماند. ژواکیم شکست خورد و اعدام شد و کارولین به امپراتوری اتریش فرار کرد. در دوران تبعید، او عنوان «کنتس لیپونا» را برگزید؛ «لیپونا» واروواژه از «ناپولی» (ناپل) بود.

## مرگ
پس از مرگ همسرش، کارولین در فلورانس زندگی کرد تا اینکه در سال ۱۸۳۹ درگذشت. او در «کلیسای اونیسانتی» در فلورانس به خاک سپرده شد.